# Australisch waterhoen
Het Australisch waterhoen (Tribonyx ventralis; synoniem: Gallinula ventralis) is een vogel uit de familie van de rallen, koeten en waterhoentjes (Rallidae).

## Verspreiding en leefgebied
Deze soort is endemisch in Australië.